# Volta a Espanha de 1970
A 25ª edição da Vuelta decorreu entre 23 de abril a 12 de Maio de 1970 entre as localidades de Cádis e Bilbau. com um percurso de 19 etapas, 3 568 km, com uma média de 39,576 km/h.

## Equipas participantes
| Equipa                | Chefe de filas    |
| La Casera             | Miguel Rodríguez  |
| Willem II - Gazelle   | Evert Dolman      |
| Bic                   | Jean Claude Genty |
| Werner                | Jesús Manzaneque  |
| Magniflex - Hertekamp | Raymond Steegmans |

| Equipa           | Chefe de filas          |
| Fagor - Mercier  | Domingo Perurena        |
| Karpy            | Eduardo Castello        |
| Germanwox - Wega | Guido Reybroeck         |
| KAS              | Antonio Gómez del Moral |
| Mann - Grundig   | Herman Van Springel     |

## Etapas
| Etapa   | data        | Etapa                           | Km       | Vencedor da etapa                | Líder da classificação geral |
| Prólogo | 23 de abril | Cádis                           | 6 (CRI)  | Luis Ocaña Espanha               | Luis Ocaña Espanha           |
| 1ª      | 24 de abril | Cádis-Jerez de la Frontera      | 170      | Eddy Peelman Bélgica             | René Pijnen Países Baixos    |
| 2ª      | 25 de abril | Jerez de la Frontera-Fuengirola | 217      | Julián Cuevas Espanha            | René Pijnen Países Baixos    |
| 3ª      | 26 de abril | Fuengirola-Almería              | 249      | Guido Reybroeck Bélgica          | René Pijnen Países Baixos    |
| 4ª      | 27 de abril | Almería-Lorca                   | 161      | Jean Rosmans Bélgica             | Domingo Perurena Espanha     |
| 5ª      | 28 de abril | Lorca-Calpe                     | 209      | Luis Pedro Santamarina Espanha   | René Pijnen Países Baixos    |
| 6ª      | 29 de abril | Calpe-Burriana                  | 198      | Eddy Peelman Bélgica             | René Pijnen Países Baixos    |
| 7ª      | 30 de abril | Burriana-Tarragona              | 201      | Guido Reybroeck Bélgica          | René Pijnen Países Baixos    |
| 8ªa     | 1 de Maio   | Tarragona-Barcelona             | 100      | Ramón Saez Espanha               | René Pijnen Países Baixos    |
| 8ªb     | 1 de Maio   | Barcelona                       | 48       | Guido Reybroeck Bélgica          | René Pijnen Países Baixos    |
| 9ª      | 2 de Maio   | Barcelona-Igualada              | 189      | Agustín Tamames Espanha          | Luis Ocaña Espanha           |
| 10ª     | 3 de Maio   | Igualada-Zaragoza               | 237      | Anatole Novak França             | Luis Ocaña Espanha           |
| 11ª     | 4 de Maio   | Zaragoza-Calatayud              | 118      | Marinus Wagtmans Países Baixos   | Luis Ocaña Espanha           |
| 12ª     | 5 de Maio   | Calatayud-Madrid                | 204      | Johnny Schleck Luxemburgo        | Luis Ocaña Espanha           |
| 13ª     | 6 de Maio   | Madrid-Soria                    | 221      | Marinus Wagtmans Países Baixos   | Agustín Tamames Espanha      |
| 14ª     | 7 de Maio   | Soria-Valladolid                | 238      | Jan Serpenti Países Baixos       | Agustín Tamames Espanha      |
| 15ª     | 8 de Maio   | Valladolid-Burgos               | 134      | Ramón Saez Espanha               | Agustín Tamames Espanha      |
| 16ª     | 9 de Maio   | Burgos-Santander                | 179      | Roger Rosiers Bélgica            | Agustín Tamames Espanha      |
| 17ª     | 10 de Maio  | Santander-Vitoria               | 191      | Willy In't Ven Bélgica           | Agustín Tamames Espanha      |
| 18ª     | 11 de Maio  | Vitoria-San Sebastián           | 157      | José María Errandonea Espanha    | Agustín Tamames Espanha      |
| 19ªa    | 12 de Maio  | San Sebastián-Llodio            | 104      | Jos Van der Leuten Países Baixos | Agustín Tamames Espanha      |
| 19ªb    | 12 de Maio  | Llodio-Bilbau                   | 29 (CRI) | Luis Ocaña Espanha               | Luis Ocaña Espanha           |

## Classificações
| \| 1. \| Luis Ocaña \| Espanha \| BIC \| 89h 57' 12s \| \| \| 2. \| Agustín Tamames \| Espanha \| WER \| a 1' 18s \| \| \| 3. \| Herman Van Springel \| Bélgica \| MAN \| a 1' 27s \| \| \| 4. \| Jesús Manzaneque \| Espanha \| WER \| a 1' 27s \| \| \| 5. \| Willy In't Ven \| Bélgica \| GER \| a 2' 00s \| \| \| 6. \| Francisco Galdós \| Espanha \| KAS \| a 3' 07s \| \| \| 7. \| Miguel María Lasa \| Espanha \| CAS \| a 3' 09s \| \| \| 8. \| Joaquín Galera \| Espanha \| CAS \| a 3' 15s \| \| \| 9. \| Luis Pedro Santamarina \| Espanha \| WER \| a 3' 50s \| \| \| 10. \| Juan Manuel Santisteban \| Espanha \| KAR \| a 4' 15s \| \| |                         |         |     |             |  |
| 1. | Luis Ocaña              | Espanha | BIC | 89h 57' 12s |  |
| 2. | Agustín Tamames         | Espanha | WER | a 1' 18s    |  |
| 3. | Herman Van Springel     | Bélgica | MAN | a 1' 27s    |  |
| 4. | Jesús Manzaneque        | Espanha | WER | a 1' 27s    |  |
| 5. | Willy In't Ven          | Bélgica | GER | a 2' 00s    |  |
| 6. | Francisco Galdós        | Espanha | KAS | a 3' 07s    |  |
| 7. | Miguel María Lasa       | Espanha | CAS | a 3' 09s    |  |
| 8. | Joaquín Galera          | Espanha | CAS | a 3' 15s    |  |
| 9. | Luis Pedro Santamarina  | Espanha | WER | a 3' 50s    |  |
| 10. | Juan Manuel Santisteban | Espanha | KAR | a 4' 15s    |  |

| \| 1. \| Guido Reybroeck \| Bélgica \| GER \| 199 pontos \| \| 2. \| Jean Ronsmans \| Bélgica \| MAG \| 197 pontos \| \| 3. \| Ramón Saez \| Espanha \| WER \| 172 pontos \| |                 |         |     |            |
| 1. | Guido Reybroeck | Bélgica | GER | 199 pontos |
| 2. | Jean Ronsmans   | Bélgica | MAG | 197 pontos |
| 3. | Ramón Saez      | Espanha | WER | 172 pontos |

| \| 1. \| Agustín Tamames \| Espanha \| WER \| 69 pontos \| \| 2. \| Ventura Díaz \| Espanha \| WER \| 50 pontos \| \| 3. \| Joaquín Galera \| Espanha \| CAS \| 47 pontos \| |                 |         |     |           |
| 1. | Agustín Tamames | Espanha | WER | 69 pontos |
| 2. | Ventura Díaz    | Espanha | WER | 50 pontos |
| 3. | Joaquín Galera  | Espanha | CAS | 47 pontos |

| \| 1. \| Miguel María Lasa \| Espanha \| CAS \| 9 pontos \| |                   |         |     |          |
| 1.                                                          | Miguel María Lasa | Espanha | CAS | 9 pontos |

| \| 1. \| Jos Van der Leuten \| Países Baixos \| WIL \| - \| |                    |               |     |   |
| 1.                                                          | Jos Van der Leuten | Países Baixos | WIL | - |

| \| 1. \| Guido Reybroeck \| Bélgica \| GER \| - \| |                 |         |     |   |
| 1.                                                 | Guido Reybroeck | Bélgica | GER | - |

| \| 1. \| José Manuel Fuente \| Espanha \| KAR \| 90h 02' 35s \| |                    |         |     |             |
| 1.                                                              | José Manuel Fuente | Espanha | KAR | 90h 02' 35s |

| \| 1. \| Werner \| Espanha \| WER \| 269h 58' 11s \| |        |         |     |              |
| 1.                                                   | Werner | Espanha | WER | 269h 58' 11s |